# 이철규 (1940년)
이철규(1940년 3월 5일~)는 대한민국의 정치인이다. 제40·41대 임실군수를 역임하였다.

## 역대 선거 결과
|  | 44.72% |

|  | 0% |

|  | 53.68% |

| 전임 이형로 (권한대행)유일수 | 제40·41대 전라북도 임실군수 2001년 4월 28일~2004년 2월 3일 | 후임 (권한대행)심민 (재보궐)김진억 |